# 올렉산드르 신
올렉산드르 첸사노비치 신(우크라이나어: Олександр Ченсанович Сін, 1961년 4월 12일 ~ )은 우크라이나의 정치인이며 고려인이다. 2010년부터 2015년까지 자포리자의 시장을 역임했다.

## 약력
1961년 4월 12일에 우크라이나 소비에트 사회주의 공화국 드니프로페트로우스크주 오르조니키제에서 태어났으며 1983년에 키예프 대학교 물리학과를 졸업했다. 2012년 3월에 우크라이나 지역당에 가입했다.